# Toji no Miko
Toji No Miko (刀使ノ巫女?) es un anime original producido por Genco, en coproducción con Crunchyroll y Studio Gokumi, que se ocupó de la animación.

## Argumento
Desde tiempos antiguos las sacerdotisas Kannagi han usado sus espadas, las Okatanas, para exorcizar a las criaturas llamadas Aradamas que extendían el caos en el mundo humano. Estas doncellas eran conocidas como Tojis, y hoy en día son una fuerza especial dentro de la policía. Debido a su estatus de agentes gubernamentales, tienen permitido portar su espada consigo, pero la mayoría son estudiantes de secundaria o de preparatoria/instituto que estudian en una de las cinco escuelas especiales para ellas que hay en el país. Aunque llevan vidas prácticamente corrientes, cuando reciben una misión parten a cumplirla con su Okatana y liberan todo su poder, peleando para proteger a la gente. Esta primavera las mejores Tojis de las cinco escuelas del país se han reunido para celebrar un torneo en el que se enfrentarán entre ellas para determinar quién es la mejor de todas. Entre todas estas chicas, que entrenaron y se prepararon para esta ocasión, hay una en concreto más decidida que el resto a mejorar en el uso de la espada. ¿Qué deparará el destino a esta chica y a su Okatana?

## Personajes

### Academia Minoseki
Kanami Eto (衛藤 可奈美 Etō Kanami?)
 Seiyū: Kaede Hondo (anime) y Sarah Wiedenheft (juego)
Kanami es la protagonista principal de la serie y una estudiante de segundo año en la división de la escuela secundaria de la Academia Minoseki. Ella es una amiga de Mai. Es una chica alegre y positiva que tiene muchos amigos y es una entusiasta del kenjutsu. Su estilo de lucha es el estilo Yagyū Shinkage-ryū . Maneja la katana, Chidori.
Hiyori Jujo (十条 姫和 Jūjō Hiyori?)
 Seiyū: Saori Ōnishi (anime) y Jeannie Tirado (juego)
Hiyori es una niña de 14 años que estudia en el Instituto Heijou como estudiante de tercer año de secundaria. Como Toji, a menudo se la ve vestida con el uniforme del Instituto Heijou. Tiene una personalidad seria, fría y estoica, tiene un fuerte sentido del deber y hará cualquier cosa para lograr lo que ha decidido hacer. Su madre, la ex Toji Kagari Juujou, falleció cuando era pequeña, y desde entonces ha guardado rencor contra la Familia Origami. Su estilo de lucha es el estilo Kashima Shintō-ryū . Maneja la katana, Kogarasumaru.
Mai Yanase (柳瀬 舞衣 Yanase Mai?)
 Seiyū: Azumi Waki (anime) y Bryn Apprill (juego)
Mai es una estudiante de secundaria de la Academia Minoseki y amiga de Kanami. Ella tiene cabello púrpura, ojos verdes y un cuerpo bien dotado y es de una familia rica. Ella posee una tendencia parecida a una hermana mayor a cuidar de los demás, y siempre piensa en sus amigos. En la escuela, ella posee una gran habilidad en el manejo de la espada. Su estilo de lucha es el estilo Hokushin Ittō-ryū . Maneja la katana, Magoroku Kanemoto.

### Instituto Heijou
Sanae Iwakura (岩倉早苗 Iwakura Sanae?)
 Seiyū: Honoka Inoue (anime) y Tia Ballard (juego)
Es una de las representantes del Instituto Heijou en el torneo y acompañó a Hiyori Jujo al comienzo de la serie.

### Escuela de niñas Renpu
Sayaka Itomi (糸見 沙耶香 Itomi Sayaka?)
 Seiyū: Hina Kino (anime) y Apphia Yu (juego)
Sayaka es una estudiante de primer año en la división intermedia de la Escuela de Niñas Renpu. A pesar de ser joven, ella es una genio Toji. Maneja sus tareas con facilidad, pero le cuesta mucho comunicarse con las personas que la rodean. Su estilo de lucha es el estilo Onoha Itto-Ryu. Maneja la katana, Myoho Muramasa.

### Osafune Girls' Academy
Kaoru Mashiko (益子 薫 Mashiko Kaoru?)
 Seiyū: Risae Matsuda (anime) y Lara Woodhull (juego)
Kaoru es una estudiante de primer año de la escuela secundaria de Osafune Girls 'Academy. Ella es típicamente vista como una niña lenta que siempre conserva su energía. En combate, ella es una luchadora de poder que usa sin esfuerzo una gran espada a pesar de su pequeña constitución. Ella confía mucho en Ellen. Su estilo de lucha es el estilo Yakumaru Jigen-Ryu. Maneja la katana, Nenekirimaru.
Ellen Kohagura (古波蔵 エレン Kohagura Eren?)
 Seiyū: Eri Suzuki (anime) y Alexis Tipton (juego)
Ellen es una estudiante de primer año de la escuela secundaria de Osafune Girls 'Academy. Ella es mitad japonesa con un padre japonés y una madre estadounidense. Ella tiene una buena relación con Kaoru como socio. Inmediatamente se muestra amigable con las personas que conoce y tiene una tendencia a inventar apodos para cualquier persona que conozca en combate. Su estilo de lucha es el estilo Taisha-Ryu. Maneja la katana, Echizen Yasutsugu.

### Escuela de artes marciales Ayanokouji
Ayumu Uchizato (内里 歩 Uchizato Ayumu?)
 Seiyū: Hitomi Ōwada (anime) y Megan Shipman (juego)
Una chica de secundaria que admira a Kanami y desea ser un Toji fuerte.

### Guardias de élite
Maki Shido (獅童 真希 Shidō Maki?)
 Seiyū: Yumi Uchiyama (anime) y Morgan Garrett (juego)
Maki es la miembro del primer asiento de la Guardia de Élite de la familia Origami y la guardaespaldas de Yukari. Se graduó en el Instituto Heijou. Ella es la comandante de las operaciones de Aradama. Su estilo de lucha es el estilo Shindo Munen-Ryu. Maneja la katana, Usumidori (Hoemaru).
Suzuka Konohana (此花 寿々花 Konohana Suzuka?)
 Seiyū: Mao Ichimichi (anime), M.A.O (juego) y Jill Harris (CD drama)
Suzuka es la miembro de segundo lugar de la Guardia de élite de la familia Origami. Su estilo de lucha es el estilo Kurama-Ryu. Maneja la katana, Kujikanesada.
Yomi Satsuki (皐月 夜見 Satsuki Yomi?)
 Seiyū: Mai Fuchigami (anime) y Felecia Angelle (juego)
Yomi es la miembro del tercer asiento de la Guardia de élite de la familia Origami. Su estilo de lucha es el estilo Shinjin-Ryu.
Yume Tsubakuro (燕 結芽 Tsubakuro Yume?)
 Seiyū: Inori Minase (anime) y Jad Saxton (juego)
Yume es la cuarto miembro de la Guardia de Élite de Origami Family. Yume posee la más alta habilidad en esgrima. Ella es una genio Toji cuya habilidad supera la de Maki, dos veces campeona de torneos sucesiva. Su estilo de lucha es el estilo Ten'nen Rishin-Ryu. Maneja la katana, Nikkari Ao'e.

### Familia Origami
Yukari Origami (折神 紫 Origami Yukari?)
 Seiyū: Asami Seto (anime) y Katelyn Barr (juego)
Yukari es la actual jefa de la Familia Origami y la jefa de la Oficina de Administración de Espadas Especiales de la Agencia Nacional de Policía. Ella maneja dos katanas, Okanehira y Dojigiri Yasutsuna. Durante la tragedia de Sagami Bay, se desempeñó como oficial al mando del equipo de servicio especial y derrotó al gran Aradama, convirtiéndose más tarde en la gran heroína.

### Mokusa
Akane Origami (折神 朱音 Origami Akane?)
 Seiyū: Ayako Kawasumi (anime) y Jessica Cavanagh (juego)
La hermana menor de Yukari.
Richard Friedman (リッチャード・フリードマン Furiidoman Ricchaado?)
 Seiyū: Mitsuaki Hoshino (anime) y Mark Stoddard (juego)
El abuelo de Ellen e inventor del S-Equipment.
Sana Maniwa (真庭紗南 Maniwa Sana?)
 Seiyū: Romi Park (anime) y Caitlin Glass (juego)
Ella es la Presidenta de la Academia de Niñas de Osafune.

### Aradama
Nene (ねね?)
 Seiyū: Satsumi Matsuda (anime) y Kate Oxley (juego)
La mascota de Kaoru Mashiko.
Princess Tagitsu (タギツヒメ Tagitsuhime?)
 Seiyū: Rina Hidaka (anime) y Janelle Lutz (Noro Form), Monica Rial (Human Form) (juego)
Una parte del gran Aradama que poseía Yukari Origami. Ella quiere destruir a todos los humanos.
Princess Takiri (タキリヒメ Takirihime?)
 Seiyū: Chiwa Saitō (anime) y Amber Lee Connors (juego)
Otra parte del gran Aradama que poseía Yukari Origami. Ella quiere gobernar sobre todos los humanos.
Princess Ichikishima (イチキシマヒメ Ichikishimahime?)
 Seiyū: Eri Kitamura (anime) y Jamie Marchi (juego)
Una tercera parte de la gran Aradama que poseía Yukari Origami. De voz suave y auto-depreciada, se siente inferior a Tagitsu y Takiri.

### Otros
Ema Hashima (羽島 江麻 Hashima Ema?)
 Seiyū: Mai Nakahara (anime) y Mikaela Krantz (juego)
Ema es la presidenta de la Academia Minoseki.
Iroha Gojou (五條いろは Gojou Iroha?)
 Seiyū: Satsuki Yukino (anime) y Anastasia Munoz (juego)
Iroha es la presidenta del Instituto Heijou.
Yukina Takatsu (高津 雪那 Takatsu Yukina?)
 Seiyū: Yukana (anime) y Trina Nishimura (juego)
Yukina es la presidenta de la Escuela de niñas Rempu. Una mujer con una lengua afilada y una personalidad impaciente, Yukina atacaría a cualquiera que la disgustara o al jefe de la familia Origami.
Yuzuki Sagara (相楽 結月 Sagara Yuzuki?)
 Seiyū: Ami Koshimizu (anime) y Michelle Rojas (juego)
Yuzuki es la presidenta de la Escuela de Artes Marciales Ayanokouji.
Rui Onda (恩田 累 Onda Rui?)
 Seiyū: Kanomi Izawa (anime) y Kristi Kang (juego)
Rui es una antigua toji y conocida de Ema Hashima. Trabaja en Yahata Electronics, una compañía que trabaja en el desarrollo de S-Equipment, como desarrolladora de sistemas. Era consciente de su participación en la búsqueda de Kanami Etou y Hiyori Juujou, Rui dio una cálida bienvenida a las dos niñas a su casa a petición del presidente Hashima.
Kagari Hiiragi (柊篝 Hīragi Kagari?)
 Seiyū: Risa Taneda (anime) y Madeleine Morris (juego)
La madre de Hiyori. Fue una antigua toji afiliada al Special Ritual Riot Squad que luchó durante el Gran Desastre de Sagami Bay. Durante el ataque, Kagari intentó sellar a la gran Aradama usando su Jin'i. Minato Etou la persiguió. Debido a sus acciones, Yukari Origami hizo un pacto con Taigitsuhime en un intento por salvar a Kagari y Minato. Esto no impidió que sus vidas se acortaran debido a su uso de Jin'i, así como a perder la mayoría de sus poderes Toji. Después del desastre, Kagari fue despedida extraoficialmente del servicio de Toji, todos los registros de su tiempo como Toji fueron eliminados. Cuando Minato muere, se culpa a sí misma por su muerte. Ella se queda en cama debido a una enfermedad algún tiempo después, y falleció un año antes del inicio de la serie.
Minato Fujiwara (藤原美奈都 Fujiwara Minato?)
 Seiyū: Shizuka Itō (anime) y Elisa Annette (juego)
La madre de Kanami. Durante el Gran Desastre de la Bahía de Sagami, impidió que Kagari sacrificara su vida para arrastrar al Gran Aradama hasta el inframundo, lo que hizo que perdiera la mayor parte de sus poderes Toji y acortara su vida útil. Aunque Yukari Origami hizo un pacto con Taigistuhime para salvar a Minato y Kagari, sus vidas ya se acortaron debido a su uso de Jin'i. Fue despedida extraoficialmente del servicio de Toji, y se le quitaron todos los registros de su tiempo como Toji. Se casó, se convirtió en ama de casa y dio a luz a una hija, Kanami Etou , y un hijo; ella también se convirtió en la primera instructora de kenjutsu de su hija. Cuando falleció en 2011, Kagari se culpó por el fallecimiento de Minato. Una versión de 17 años de Minato aparece con frecuencia en los sueños de Kanami y lucha con ella. Su conocimiento se limita al de su yo de 17 años, aunque parece recordar lo que sucede en los sueños, en lugar de que Kanami se olvide de lo que ocurre en los sueños. Su versión de 17 años aparece nuevamente en el sueño de Kanami, explica cómo Kanami derrotó a Yukari.